# Sodo Woreda
Sodo Woreda är ett distrikt i Etiopien. Det ligger i den centrala delen av landet, 80 km söder om huvudstaden Addis Abeba.